# St. Johann Baptista (Teising)

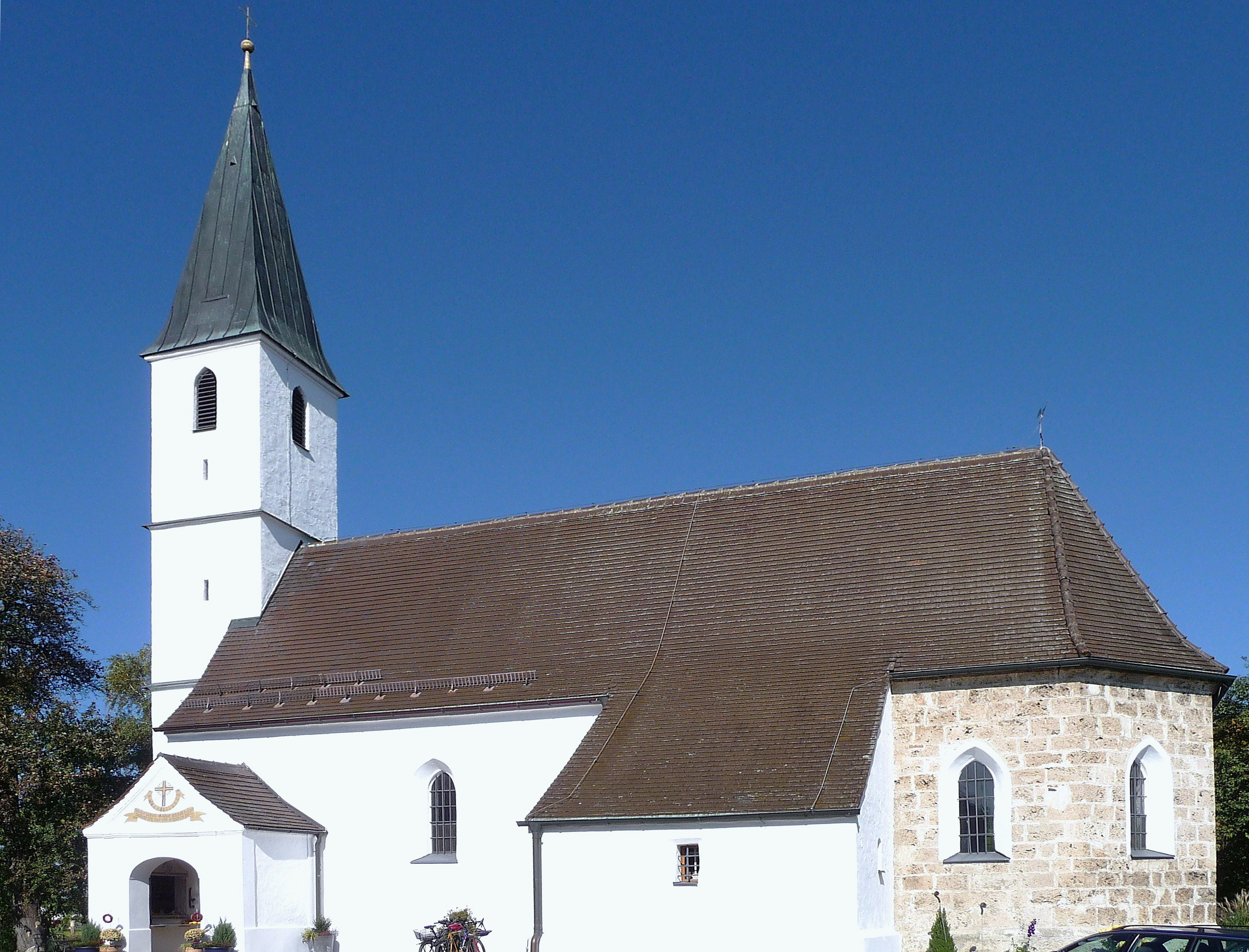
Kirchenschiff und Turm von St. Johann Baptista

Die römisch-katholische Dorfkirche Sankt Johann Baptista wurde im 15. Jahrhundert erbaut. Die von Bauernhöfen umgebene Kirche befindet sich im Kirchenweg im alten Siedlungskern von Teising.

## Geschichte
Teising wurde als einer der ältesten Orte der Region bereits im Jahr 710 urkundlich erwähnt. Durch Teising führte eine von Töging her den Inn querende Römerstraße. Er wird daher vermutet, dass sich bereits in vorchristlicher Zeit in Teising eine religiöse Stätte befand. Teile der Langhausmauern sind romanische Reste der ersten christlichen Kirche von Teising. In dieser Zeit war Teising eine eigene Pfarrei und Taufkirche der gesamten Region.
Im 15. Jahrhundert wurde die ursprünglich romanische Kirche durch den heutigen gotischen Bau ersetzt. Wie viele andere sollte auch die Teisinger Kirche während der Säkularisation in Bayern abgerissen werden. Der Einsatz der Teisinger Bevölkerung verhinderte dies. Im Zweiten Weltkrieg wurden alle Kirchturmglocken mit Ausnahme der kleinsten vom Militär zur Waffenproduktion beschlagnahmt und eingeschmolzen. Die kleinste Glocke ist somit die älteste, während die größeren nach dem Weltkrieg mit Spenden aus der Bevölkerung neu erworben werden mussten.
1970 wurde der Innenraum neu gestaltet und in den Jahren 2008–2009 mit viel Eigenleistung aus der Bevölkerung umfangreich restauriert.

## Gebäude
Das Schiff hat drei Joche, daran schließt sich der nach Osten ausgerichtete, nicht eingezogene einjochige Chor mit einem Fünfachtelschluss an. Im Westen befindet sich der Turm, im Süden die Sakristei. Das ebenfalls südlich des Kirchenschiffs gelegene Vorhaus wurde im 19. Jahrhundert angebaut.

## Ausstattung
Bei der Innenrenovierung 2008 wurde der Mittelgang wiederhergestellt. Seit Oktober 2013 besitzt die Kirche auch wieder einen Hochaltar, der sich vorher im Klostergut Marienfeld befand.
Die Gewölbeschlusssteine zeigen zum Teil noch originale Freskenmalereien, welche bei der Innenrenovierung entdeckt und wiederhergestellt wurden. Dargestellt sind die Hl. Elisabeth von Thüringen mit dem Rosenkorb, die Hl. Barbara mit dem Turm, die Hl. Katharina mit Rad und Schwert, der Hl. Petrus mit dem Schlüssel und das Haupt des Hl. Johannes des Täufers.

## Bedeutung
Der Vorläuferbau war Taufkirche des gesamten Umlandes. Darauf deutet nicht nur das Patrozinium Johannes des Täufers hin. Auch die Motive der originale Malerei greifen das Taufmotiv auf. Heute ist St. Johannes in Teising eine Filialkirche der Pfarrei Burgkirchen am Wald. Jeden Samstag findet hier ein Vorabendgottesdienst statt.